# St. Jodokus (Schwäbisch Hall)
Die Kapelle St. Jodokus (auch Josenkapelle) befand sich an der Gelbinger Gasse 39 in Schwäbisch Hall.

## Beschreibung
Die Jodokus-Kapelle wurde um 1250 errichtet, als es die Gelbinger Vorstadt noch nicht gab. Kirchturm und Chor bestanden aus Sandstein-Buckelquadern mit aufwändigen Versetzzeichen in den Eckquadern. So beschreibt es Herolt um 1545: es stand die „Sant Josz capell in Gelbinger gassen in der vorstatt, die dazumal noch nit umbmauert ist gewesen“.
Nach der Reformation wurde der Sakralbau profaniert, der Kirchturm um 1570 mit Geschossen aus Muschelkalk aufgestockt. Darauf wurde ein Fachwerkoberbau errichtet. Er diente nun als „Josenturm“ und war Teil der Stadtmauer. Seit dem 8. Oktober 1925 ist der Bau in das Landesverzeichnis der Baudenkmale in Württemberg eingetragen.

St. Jodokus, auch Josenkapelle, an der Gelbinger Gasse 39 wurde um 1250 errichtet. Der Kirchturm wurde zum „Josenturm“ aufgestockt.
Josenturm um 1880
Ansicht vom Badtorweg aus
Fotografie von 1911
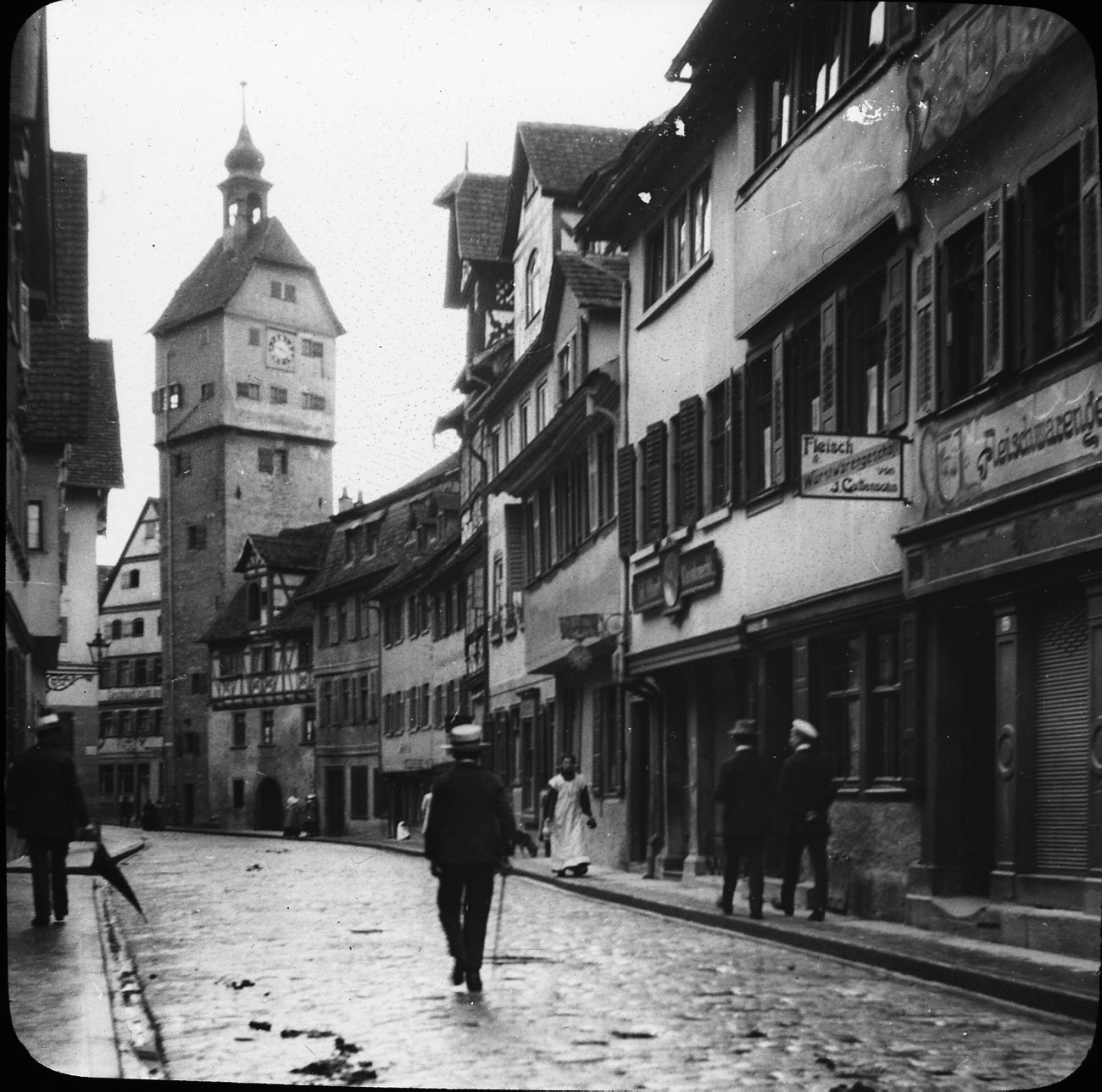
Ansicht von 1911
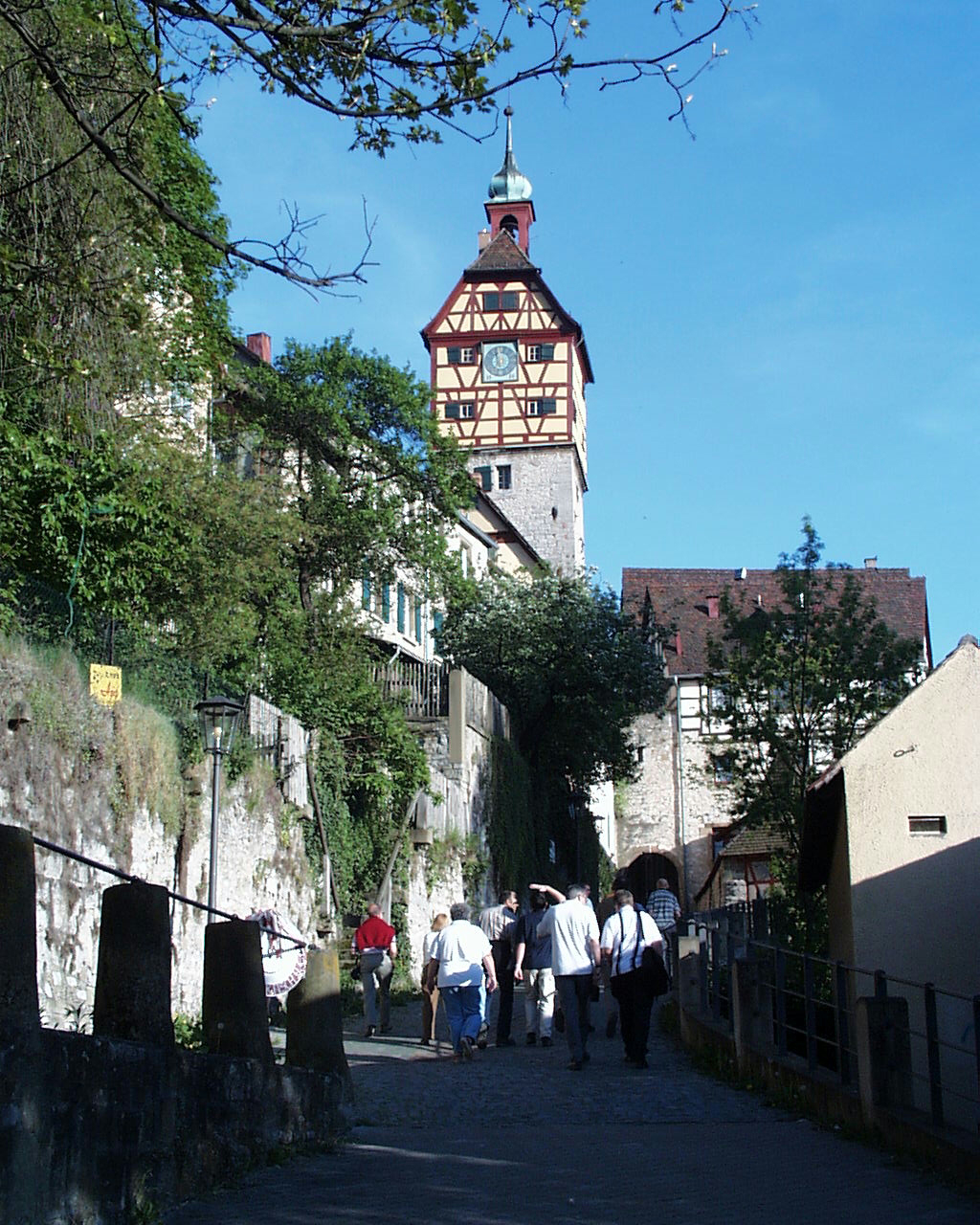
Ansicht im Jahr 2000
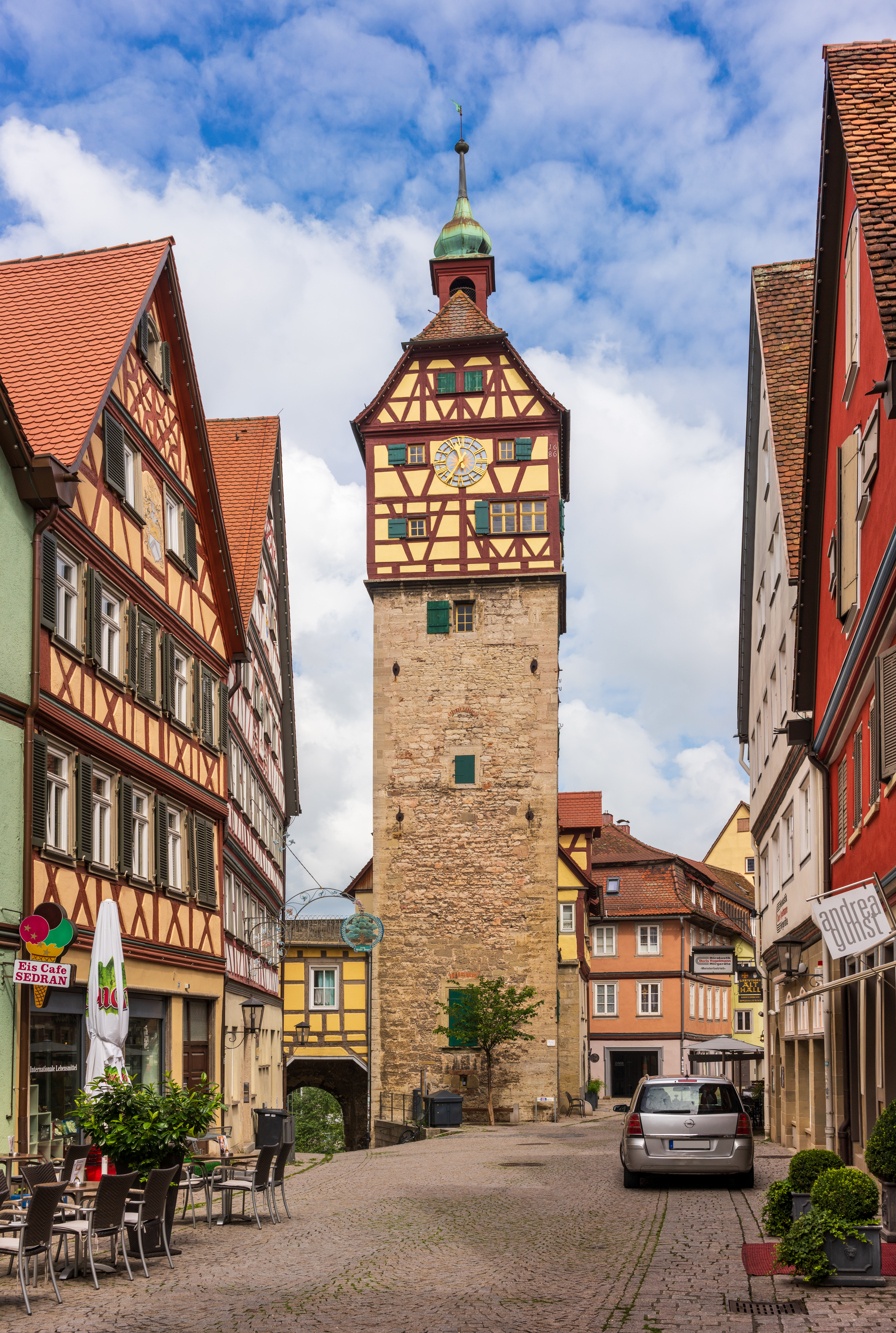
Ansicht aus Sudsüdosten 2023
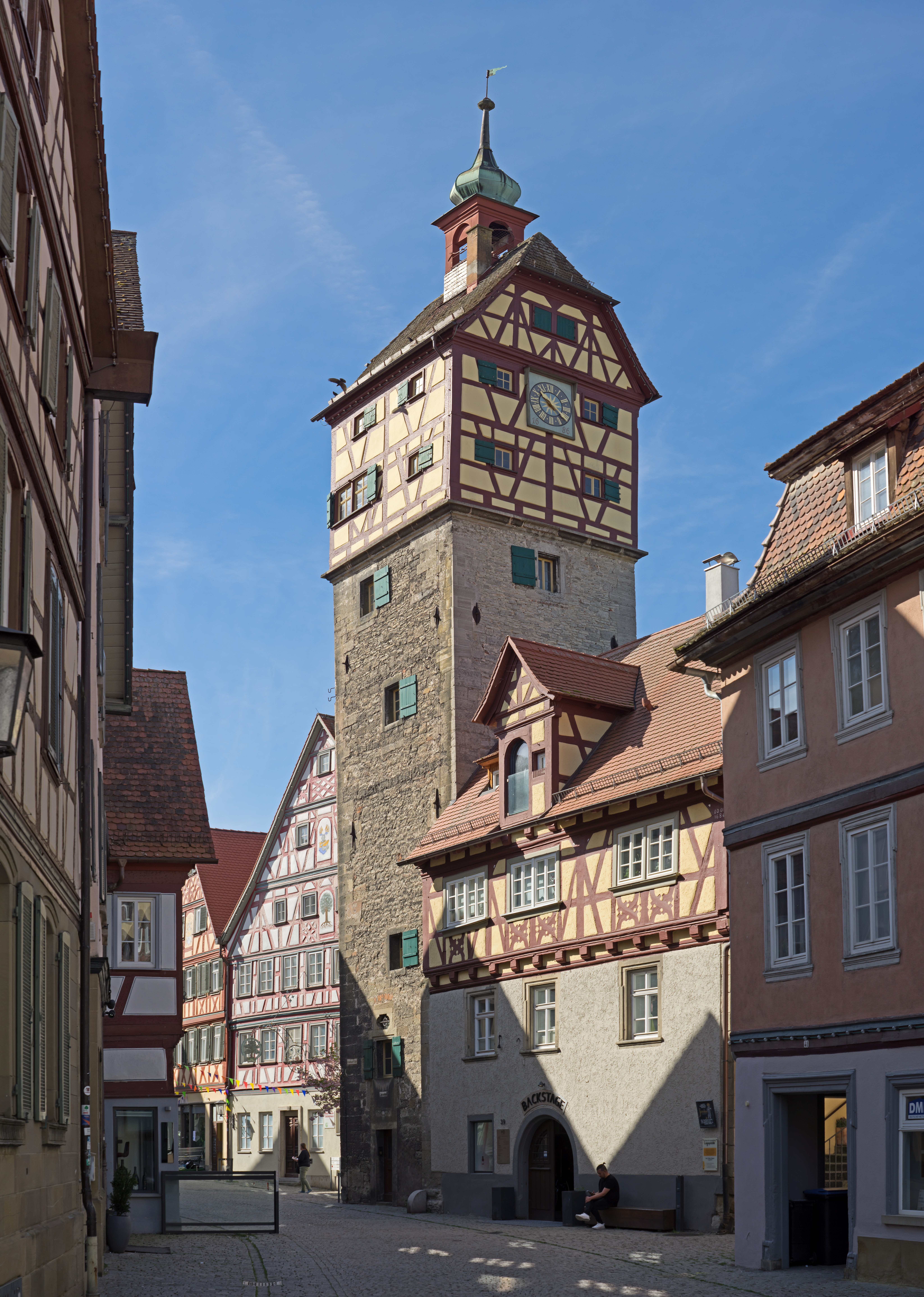
Ansicht von Nordosten 2024